# Lutherkirche (Kassel)

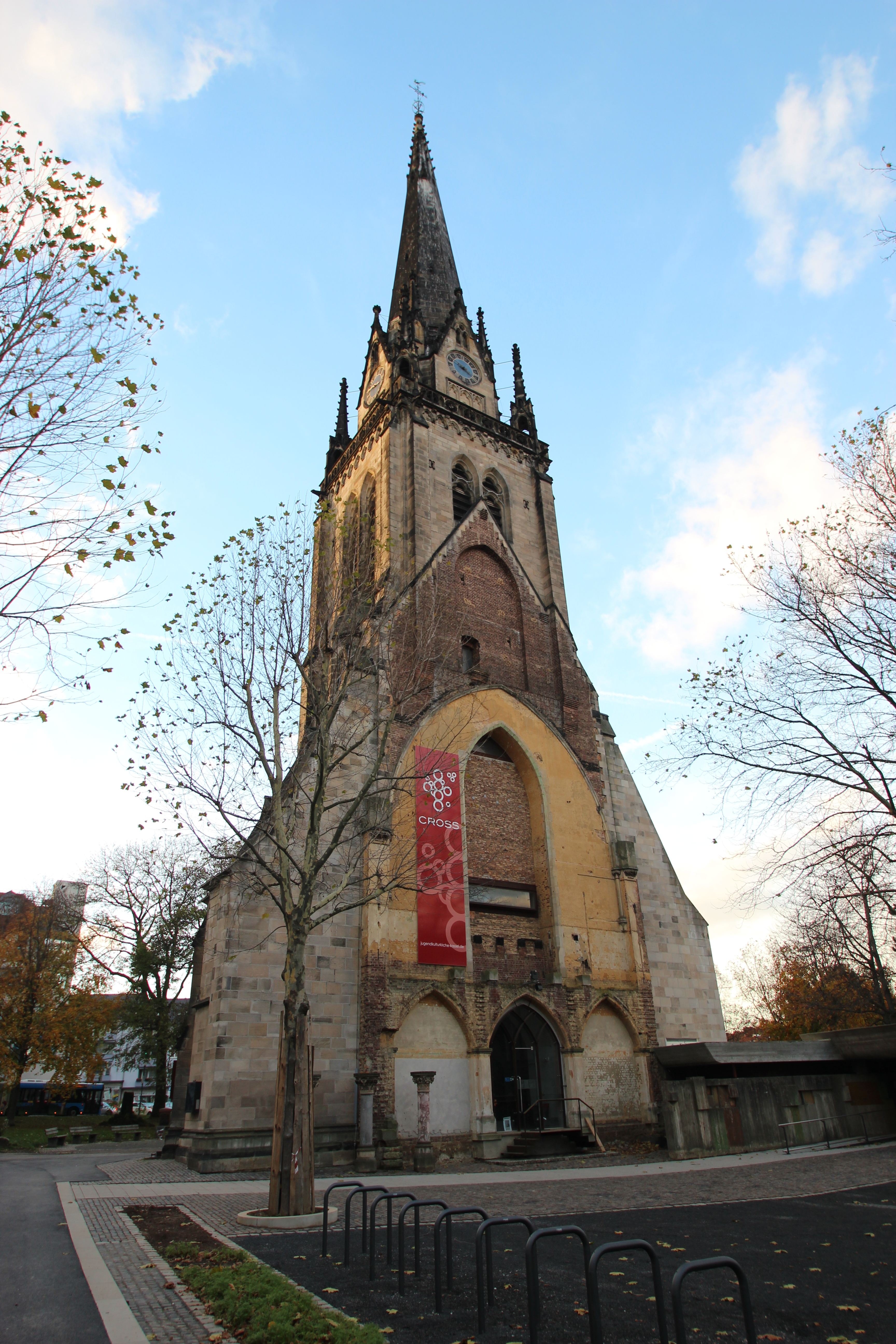
Kirchturm der alten Lutherkirche (2013)

Die nach Martin Luther benannte Lutherkirche in der Kasseler Innenstadt ist mit 76 Metern das höchste Gebäude der Stadt. Die 1897 eingeweihte evangelische Kirche wurde im Zweiten Weltkrieg schwer beschädigt und anschließend bis auf den Turm abgetragen. 1970 wurde in direkter Nachbarschaft ein Neubau errichtet.

## Erster Bau
Der Bau der Kirche ging auf eine Stiftung des Apothekers Gottlieb Ferdinand Fiedler zurück. Dieser vermachte der lutherischen Gemeinde 1858 eine Summe von 89 314 Talern, an die die Auflage eines Kirchenbaus für die stark angewachsene Gemeinde geknüpft war. 1889 kaufte die Gemeinde den aufgelassenen Altstädter Friedhof der Stadt Kassel für 160 000 Mark ab. 1894 wurde der Grundstein für die dreischiffige Lutherkirche gelegt, die in neogotischem Stil nach Plänen von Hugo Schneider errichtet und 1897 eingeweiht wurde. Einige Grabsteine des ehemaligen Friedhofs mussten zu Gunsten des Kirchenbaus umgesetzt werden, jedoch blieb der Friedhof als Grünfläche erhalten.

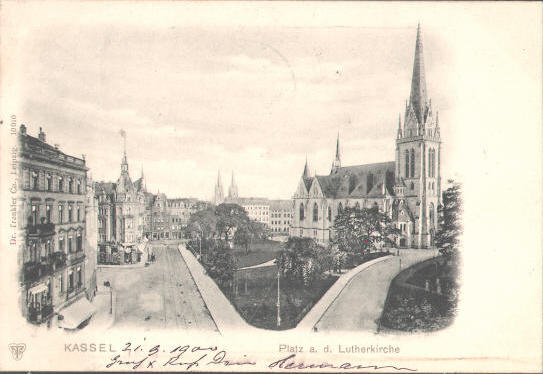
Postkarte um 1900
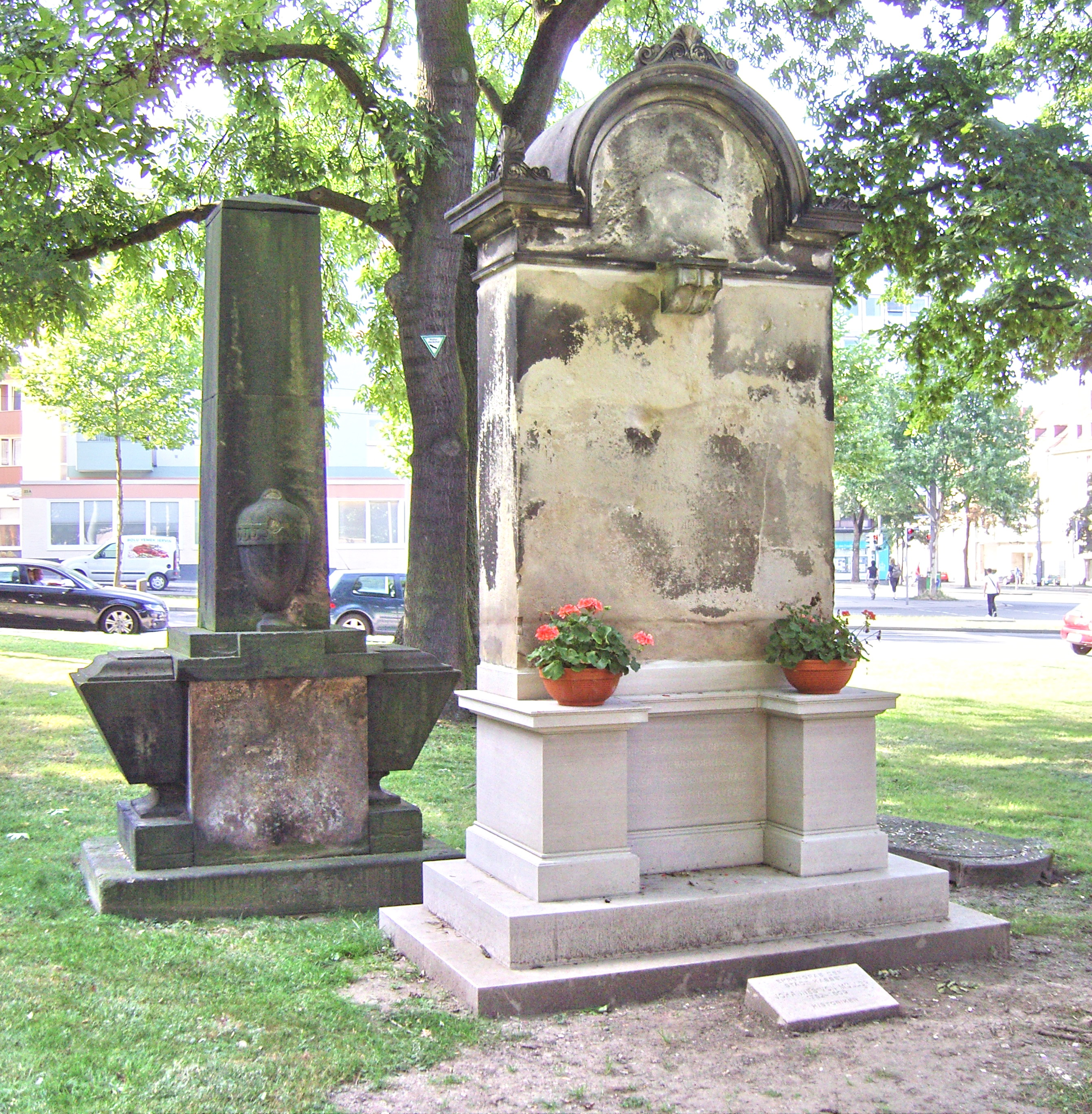
Altstädter Friedhof, Grabmal Johannes von Müller
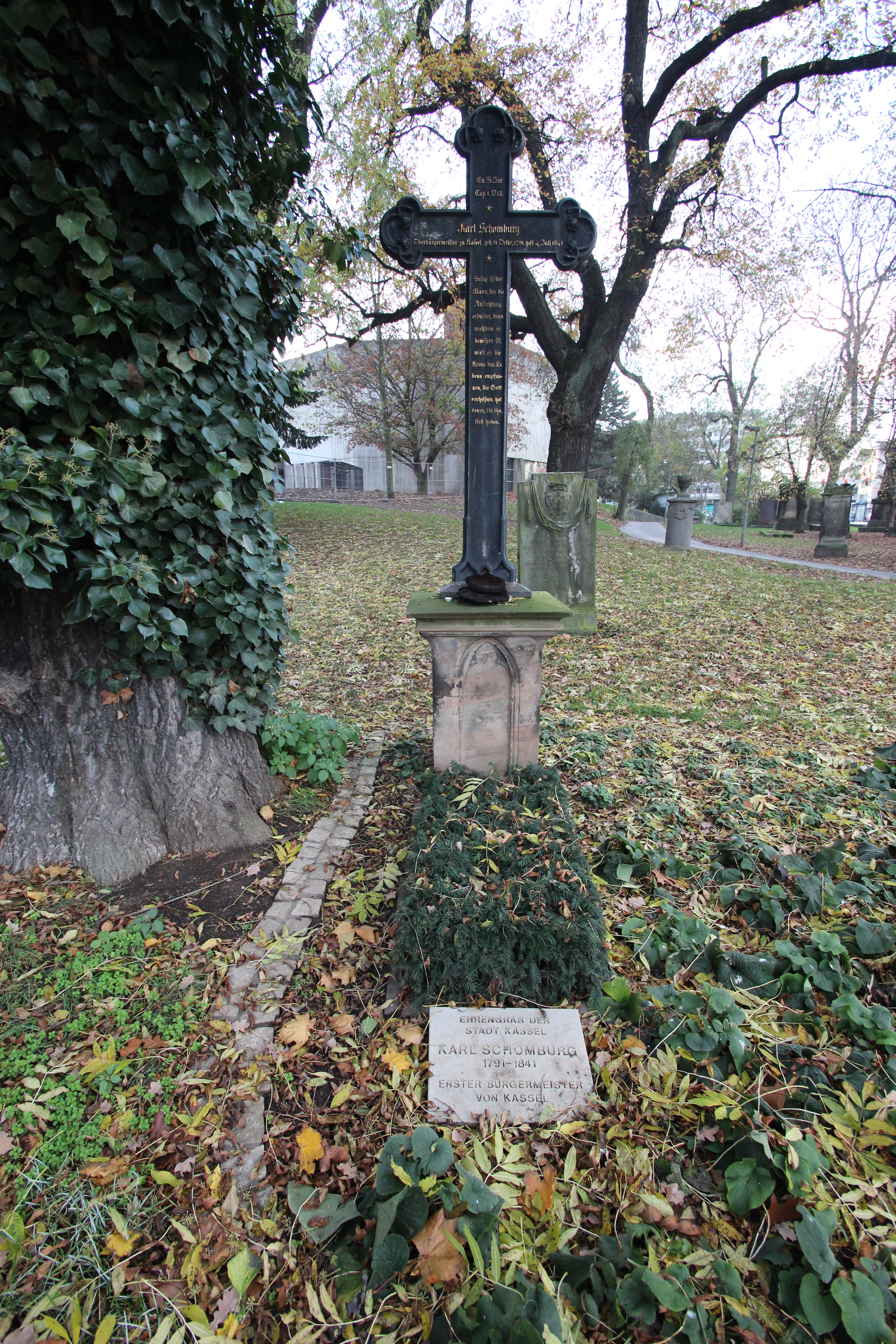
Altstädter Friedhof, Grabmal Karl Schomburg
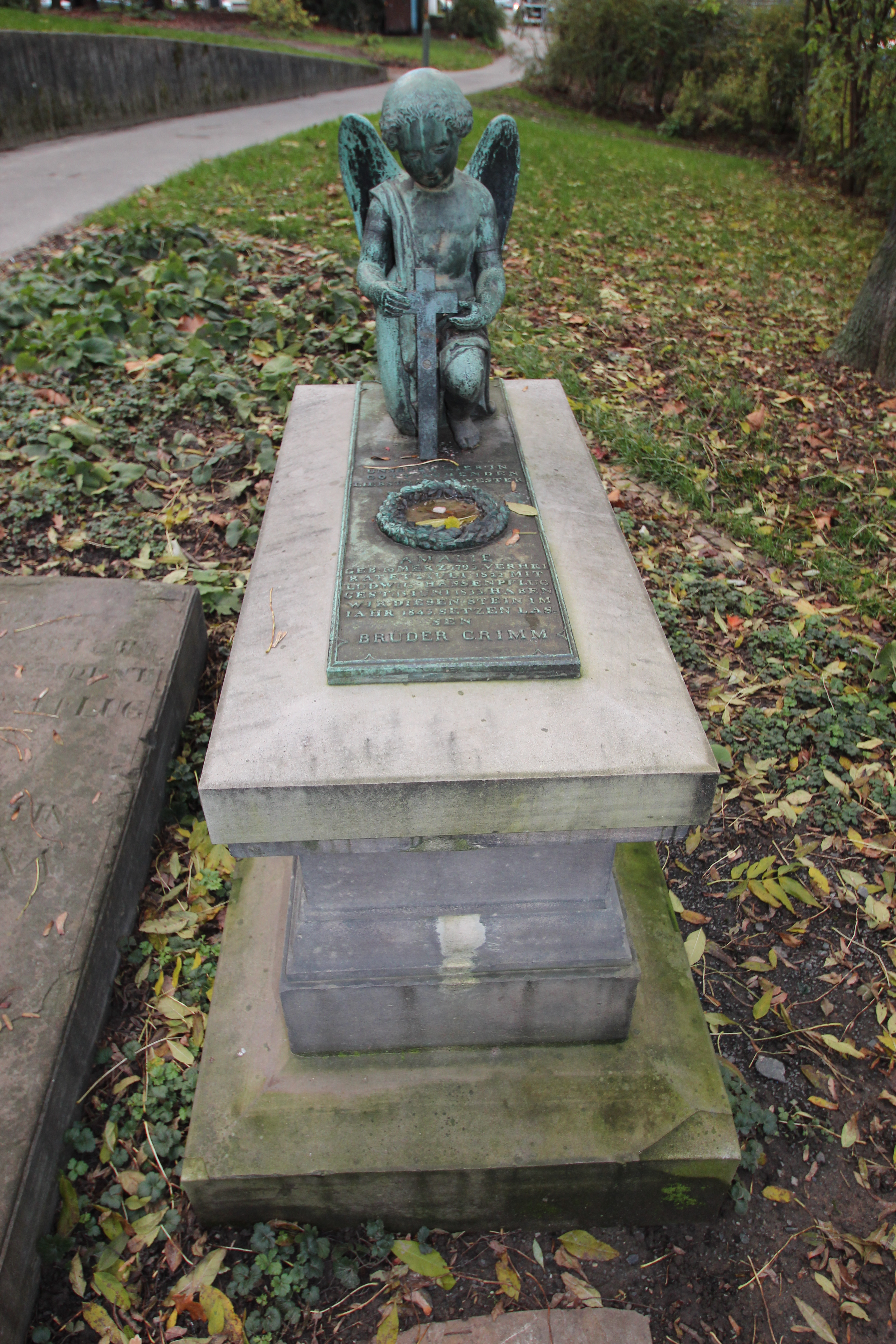
Altstädter Friedhof, Grabmal Charlotte Grimm

## Notkirche
In der Nacht vom 22. auf den 23. Oktober 1943 wurde dieser freie Platz mit seinem Löschwasserteich zur rettenden Zuflucht für etwa 1000 Menschen, die vor einem britischen Bombenangriff dorthin flüchteten. Die Kirche allerdings wurde bei dem Bombenangriff schwer beschädigt, nur der Turm und die Außenmauern des Schiffs blieben stehen. In die Ruine wurde später eine Notkirche integriert, die ab 1949 genutzt wurde. 1953 wurde diese Notkirche durch ein Pfarrhaus samt Schwesternstation ergänzt.

## Neubau
1966 wurde im Zuge eines Wettbewerbs über die Neugestaltung der Lutherkirche entschieden: An den alten Turm des ersten Kirchengebäudes wurde nun eine Kirche in Betonbauweise samt Gemeindehaus angebaut. Der Komplex wurde 1970 eingeweiht. Das historische Langhaus wurde deswegen abgerissen. Die Pläne dazu stammten von Heinz Rall. Die Kirche ist mit Betonreliefs von Emil Kiess und mit Fenstern von Sigrid von Liebenstein ausgestattet.
Zur Erhaltung des neogotischen Turms wurde 1997 der Förderverein Lutherkirchturm Kassel e. V. gegründet, der für die Sanierung sorgte und im Jahr 2003 ein Café in dem Turm einrichtete. Seit 2012 wird die Lutherkirche nicht mehr als Gemeindekirche genutzt. 2013 wurde das Gemeindehaus für 1,5 Millionen Euro umgebaut. Dort ist die Geschäftsstelle der Diakoniestationen und das Seniorenreferat der Kirche eingezogen. Seit Oktober 2013 nutzt die CROSS jugendkulturkirche kassel, eine Einrichtung des Evangelischen Stadtkirchenkreises Kassel die Lutherkirche.

## Kirche als Brutplatz für Wanderfalke und Uhu
2017 brütete erstmals ein Uhu in einem Nistkasten des Kirchturms. Davor hatte jahrelang ein Wanderfalke dort gebrütet.